# Bakuryuu Sentai Abaranger
Bakuryuu Sentai Abaranger (爆竜戦隊アバレンジャー, Bakuryū Sentai Abarenjā, vertaald als Blastasaur Squadron Abaranger) is de 27e Sentai-serie geproduceerd door Toei. De serie werd in Japan uitgezonden in 2003 en bestond uit 50 afleveringen. De serie diende als basis voor het elfde seizoen van de Amerikaanse serie Power Rangers, getiteld Power Rangers: Dino Thunder.

## Verhaallijn
65 miljoen jaar geleden, op de Krijt-Paleogeengrens,  zorgde een meteorietinslag voor het uitsterven van de dinosaurussen. Tenminste, dat denkt iedereen. In werkelijkheid splitste de meteorietinslag de Aarde in twee parallelle werelden: de Aarde die wij kennen en een alternatieve Aarde waar de dinosauriërs sindsdien altijd de dominante soort gebleven zijn; de Dino-Aarde. De Dino-Aarde werd kort na de scheiding een andere dimensie ingezogen en was derhalve niet te zien vanaf “onze” Aarde.
Nu, 65 miljoen jaar later, zijn de dinosaurussen op de Dino-Aarde geëvolueerd tot het Bakuryuu (Blastasaurs) ras. Ook woont er een ras van mensachtigen genaamd de Ryuuji (Dragonoid) die in oorlog zijn met de Evoliens, een derde ras van de Dino-Aarde dat 65 miljoen jaar geleden met de meteoriet op de Dino-Aarde belandde. De Evoliens nemen drie Bakuryuu gevangen. Asuke, de laatste van de Ryuujin, belandt via een dimensiepoort op Aarde. De Evoliens volgen hem met de drie gevangen Bakuryuu.
Ze belanden in Tokio waar de Evoliens de drie Bakuryuu, een tyrannosaurus, triceratops en pteranodon, de stad laten aanvallen. Asuka probeert drie mensen te vinden die net als hij Abarangers kunnen worden om de Bakuryuu te temmen en de Evoliens tegen te houden. Na twee mislukte pogingen vindt hij Ryouga, Yukito en Ranru. Hij geeft hun de Dino Bracelets en zo worden ze AbareRed, AbareBlue en AbareYellow.
Asuka wordt later zelf AbareBlack, maar heeft moeite met zijn transformaties. Dan duikt er plotseling een nieuw kwaad op. Mikoto Nakadai, een op macht beluste dokter die al vanaf dat hij de Bakuryuu voor het eerst op Aarde zag er zelf ook een wou, krijgt de controle over de Bakuryuu Top Galer en een speciaal Abaranger pak. Hij gebruikt deze kracht echter voor het kwaad, als de slechte AbareKiller.
Kort daarop ontdekt Asuka dat een van de Evoliens, Jannu, eigenlijk de vrouw is met wie hij lang geleden zou trouwen. Asuka moet haar er nu van zien te overtuigen dat ze geen Evolien is, maar zijn verloofde Mahoro.

## Karakters

### Abarangers
- Ryouga Hakua (伯亜　凌駕, Hakua Ryōga) / AbaRed (アバレッド, Abareddo): de optimistische leider van de Abarangers. Hoewel hij overmoedig is, is hij altijd vriendelijk. Hij zorgt voor zijn nichtje Mia sinds haar ouders, waaronder zijn broer, zijn omgekomen. Hij krijgt later een powerup tot AbareMax (アバレマックス, Abare Makkusu).
- Yukito Sanjou (三条 幸人, Sanjō Yukito) / AbareBlue (アバレブルー, Abareburū): een charismatische chiropractor. Hij helpt bij alle soorten verwondingen, maar vraagt er belachelijk hoge prijzen voor. Hij lijkt in het begin dan ook een koud harteloos iemand. Dit komt vooral door het feit dat hij in zijn jeugd continu moest studeren om op een dag zijn vaders bedrijf over te nemen.
- Ranru Itsuki (樹 らんる, Itsuki Ranru) / AbareYellow (アバレイエロー, Abareierō): een expert in techniek. Ze bezit een Duits BD-1 motorfiets die ze “Birdie” heeft genoemd. Het enige wat ze echt wil is vrede.
- Asuka (アスカ, Asuka) / AbareBlack (アバレブラック, Abareburakku): een krijger van de Dino-Aarde en de laatste van het Ryuujin ras. Hij komt naar de Aarde om de Evoliens te bevechten en de drie gevangen Bakuryuu terug te halen. Hij is sterker dan de andere AbareRangers, maar door zijn beleefde persoonlijkheid houdt hij zich vaak in gedurende gevechten.
- Dr. Mikoto Nakadai (仲代 壬琴博士, Nakadai Mikoto-Hakase) / AbareKiller (アバレキラー, Abarekirā): een gestoorde dokter die de AbaRangers al observeert sinds de Bakuryuu voor het eerst verschenen. Hij krijgt uiteindelijk de DinoMinder en het Zerogo pak in handen en verandert hiermee in AbareKiller. Hij weet dat de Dinominder onstabiel is en binnenkort zichzelf zal vernietigen, maar het interesseert hem niet dat hij hiermee de hele stad zal opblazen. Hij vecht tegen de AbaRangers en sluit zich even bij de Evoliens aan. Later blijkt dat een deel van Dezumozorlya in hem zit. Nadat dit deel wordt verwijderd helpt hij de Abarangers het Giganoid monster te verslaan. Wanneer de DinoMinder zichzelf begint te vernietigen vliegt hij met TopGaler weg van de Aarde en komt om in de ontploffing.

### Hulp
- Emiri Imanaka (今中 笑里, Imanaka Emiri): een studente aan een Hogeschool in Tokio. Wanneer de Bakuryuu en Asuka arriveren op Aarde wordt zij door Asuke uitgekozen als AbaYellow, maar haar lichaam kan de transformatie niet aan. Ze probeert uit alle macht een Abaranger te worden en maakt zelfs haar eigen Abaranger=kostuum.
- Ryuunnosuke Sugishita (杉下 竜之介, Sugishita Ryūnnosuke): Sugishita runt een restaurant genaamd Dino House, dat door de Abarangers als basis wordt gebruikt. Wanneer de Bakuryuu arriveren kiest Asuka hem uit als AbareBlue, maar net als bij Emiri kan zijn lichaam de transformatie niet aan.
- Mai Hakua (伯亜 舞, Hakua Mai): Ryouga’s 5-jarige nichtje. Zij is de dochter van Ryouga’s broer en zijn vrouw die beiden zijn overleden. Ze ziet Ryouga als haar vader en moedigt hem dan ook altijd aan als hij vecht als AbareRed.
- Princess Freesia (フリージャ姫, Furīja-hime): komt alleen voor in de Abaranger film. Volgens een Ryuujin mythe bestaat er op de Dino-Aarde een prinses die twee kwaadaardige Bakuryuu bewaakt op een Arctisch eiland. Ze komt in de film naar de Aarde wanneer de twee kwaadaardige Bakuryuu ontsnappen.
- Ninpuu Sentai Hurricanger

### Evoliens
De Invasion Garden Evolien (侵略の園エヴォリアン, Shinryaku no Sono Evorian) , ook wel bekend als The Wicked Fate Clan, zijn de vijanden van de AbareRangers. Zij komen net als Asuke van de Dino-Aarde. Hun hoofdkwartier is een kasteel dat in de finale door Dezumozorlya wordt veranderd in een enorm cycloop-achtig monster. Dit fort wordt vernietigd wanneer Abarangers dinosaurussen zich opofferen om het te vernietigen.
- Dezumozorlya (Jameishin Dezumozorruia): de Evolien-god, een parasiet die gevangen zat in de meteoriet die 65 miljoen jaar geleden op de Aarde neerstortte. Toen de Aarde opsplitste werd Dezumorlya’s geest verspreid over de twee Aardes, en nam in beide werelden een wezen over als gastlichaam. Ten tijde van de Abaranger is Mikoto het gastlichaam van Dezumozorlya’s geest hier op Aarde en Rije het gastlichaam van Dezumozorlya’s geest op de Dino-Aarde. Zijn geest op Aarde is inactief, maar zijn Dino-Aarde helft leidt de Evoliens. Later zoekt Dezumozorlya sterkere gastlichamen (waaronder Mikela en Voffa), maar kiest in de finale voor Geildon. Hij adsorbeert uiteindelijk de helft van zijn geest die in Makito zat. In de finale bevecht hij de Abarangers met het Evolien kasteel. Hij wordt samen met dit kasteel vernietigd.
- Disciple of Dawn Lije (リジェ, Rije) (1-36) / Evolien Queen Lijewel (リジュエル, Evorian-Kuiin Rijueru) (37-47): Zij is Dezumozorlya’s gastlichaam op de Dino-Aarde en verantwoordelijk voor het creëren van de poort tussen de beide Aardes. Ze was eigenlijk de dochter van Asuka & Mahoro. Toen Mahoro werd gevangen door de Evoliens maakte de Dezumozorlya van de Dino-Aarde Rije, toen nog een baby, tot zijn gastlichaam. Ze groeit later uit tot de volwassen Rijewel in een poging Mikito over te halen zich bij haar aan te sluiten. Nog later verandert ze in de monsterlijke DezumoRijewel. Mikito helpt de Abarangers in hun gevecht tegen haar. Wanneer Dezumozoria uit haar lichaam wordt gedreven verandert ze weer in een baby.
- Jeanne (1 – 32): zij was oorspronkelijk een Ryuujin genaamd Mahoro en Asuka’s verloofde. Ze werd gevangen door de Evoliens en veranderd in een van hen. Door haar vorige leven als Mahoro heeft is ze als Jeanne erop gefixeerd Asuka te vermoorden. In aflevering 32 lukt het Asuka eindelijk haar weer normaal te krijgen.
- DezumoVoorla (47 – 48): het derde gastlichaam van Dezumozoria dat ontstaat wanneer Mikela en Voffa fuseren tot een wezen. Dezumozoria gebruikt dit lichaam om de andere helft van zijn geest, die nog steeds in Mikito zit, te absorberen. DezumoVoorla wordt vernietigd door KillerOh.
  - Creative Messenger Mikela (創造の使徒・ミケラ, Sōzōnoshito Mikera) (1 – 47): hij creëert de Evolien Trinoids, wat monsters zijn die bestaan uit een dierlijk deel, een plantaardig deel en een voorwerp. Hij maakt deze monsters met zijn magische kwast en haat het om iets te moeten maken wanneer hij geen inspiratie heeft. Hij heeft ook een hekel aan mensen, hun kunst en hun cultuur. Hij is gebaseerd op dingen die met schilderen te maken hebben.
  - Visionary Messenger Voffa (無限の使徒・ヴォッファ, Mugennoshito Voffa) (1 – 47): Mijn is de schepper van de Giganoids; monsters die van zichzelf al reus zijn. Hij maakt deze wezens door met zijn piano muziek te spelen. Hij is gebaseerd op muziekinstrumenten.
- Geildon (Gairudon): de eerste van de Evoliens die de Aarde aanvalt. Hij wordt gedood door Jeanne na te falen in zijn missie. Later blijkt dat hij in werkelijkheid een vervloekt harnas is dat zich had gebonden aan Mahoro’s oudere broer Mizuho. Asuka draagt het Geildon harnas ook twee keer, waaronder in aflevering 32 om Mahoro te redden. In de finale veranderd Dezumozorlya hem in Dezumogevarus.
- Garuvuidei (film): een Evolien generaal die Prinses Freesia gevangen heeft en de twee kwaadaardige Bakuryuu die zij bewaakte kan commanderen.
- Trinoids (トリノイド, Torinoido): Deze monsters zijn gemaakt door Mikela. Ze worden gemaakt door een dier, een plant en een huishuidelijk voorwerp te combineren. Deze monsters beginnen zo groot als mensen, maar worden reuzen als ze na hun dood zijn opgewekt door een magische vrucht. Hun namen zijn combinaties van de Japanse woorden voor hun dierlijke, plantaardige en voorwerpdeel.
- Giganoids (ギガノイド, Giganoido): Monsters gemaakt door Voffa, die al reusachtig zijn bij hun schepping. Deze zijn meestal sterker dan Trinoids maar hun intelligentie ligt lager, gezien door het feit dat ze grommen in plaats van praten. De Giganoids zijn vernoemd naar bekende klassieke muziekstukken.
- Barmias: de soldaten van de Evoliens. Er zijn twee typen van hen: de zwarte Gelru en de witte Zolru.
- Hexanoid(film): Een verbeterd type 'Trinoid' gemaakt door mikela door zes dingen te combineren in plaats van de gebruikelijke drie. Er is er maar één gemaakt en die kwam alleen in de film voor. Deze hete Hanabikinivenus en was sterker dan een Trinoid, maar kon, omdat ze uit zes onderdelen bestond, niet groter worden.

## Bakuryuu
De Bakuryuu (爆竜, Bakuryū, in het Engels vertaald als Blastasaurs) zijn enorme beesten die geëvalueerd zijn uit de dinosauriërs. Ze zien er nog wel uit als dinosauriërs maar zijn in staat te combineren tot de mecha van de Abarangers. Drie van hen werden gevangen door de Evoliens en later door de Abarangers getemd. Verder belanden er tijdens de eerste aanval van de Evoliens een hoop Bakuryuu eieren op Aarde, die gedurende de serie een voor een uitkomen.
| Naam                      | Dinosaurus         | Informatie |
| ------------------------- | ------------------ | --- |
| Tyranno                   | Tyrannosaurus      | AbareRed’s Bakuryuu partner. Vormt de benen, torso, hoofd en linkerarm van AbarenOh. |
| Kera                      | Triceratops        | De Bakuryuu partner van AbareBlue. Vormt de rechterarm van AbarenOh. |
| Ptera                     | Pteranodon         | De Bakuryuu partner van AbareYellow. Vormt de helm en torso pantser van AbarenOh. |
| Bracchio                  | Brachiosaurus      | De Bakuryuu partner van Asuke. Dient als transporter voor de andere Bakuryuu. |
| TopGaler                  | Tupuxuara          | Hij zat opgesloten omdat hij op de Dino-Aarde en stad had vernietigd. Hij wordt bevrijd door AbareKiller. Kan combineren met AbarenOh als een stel vleugels en vormt armen, benen en wapens van KillerOh.                                                                      |
| Stegosraidon              | Stegosaurus        | Kan dienstdoen als surfboard voor AbarenOh of het torso en hoofd van KillerOh vormen. |
| Styracosaurus & DinoCarry | Styracosaurus      | Wanneer AbareRed zijn powerup tot AbereMax krijgt wordt de Styracosaurus zijn nieuwe Bakuryuu partner. De Styracosaurus trekt de DinoCarry, een soort strijdwagen, voort waarmee hij kan combineren tot MaxOhJa. Styracosaurus is de enige goede Bakuryuu die niet kan praten. |
| Bakikeonagrus             | Pachycephalosaurus | Kan een alternatieve rechterarm voor AbarenOh of KillerOh worden, of combineren met MaxOhJa. |
| Dimenokodon               | Dimetrodon         | Kan een alternatieve linkerarm vormen voor AbarenOh of KillerOh, of combineren met MaxOhJa |
| Parasaurolokikiru         | Parasaurolophus    | Kan een alternatieve linkerarm voor AbarenOh vormen, of combineren met MaxOhJa. |
| Ankyloveilus              | Ankylosaurus       | Kan een alternatieve rechterarm vormen voor AbarenOh, of combineren met MaxOhJa. |
| Carnoryutus               | Carnotaurus        | Een van de twee kwaadaardige Bakuryuu bewaakt door prinses Freesia. Komt alleen voor in de Abaranger-film. Combineert met Chasmosealdon tot Bakureno |
| Chasmosealdon             | Chasmosaurus       | Een van de twee kwaadaardige Bakuryuu bewaakt door prinses Freesia. Komt alleen voor in de Abaranger-film. Combineert met Carnoryutus tot Bakureno |

- AbarenOh (アバレンオー, Abaren'ō, Riot Union King): de mecha van AbareRed, AbareBlue en AbareYellow. Combineert uit Tyranno, Kera en Ptera. AbarenOh is in zijn gewone vorm gewapend met de Tyranno-boor aan de linkerarm gevormd door Tyranno.
  - AbarenOji: indien nodig kan AbarenOh ook zonder de Ptera worden gevormd. Deze vorm is vanzelfsprekend minder sterk dan met de Ptera.
  - AbarenoKnuckles: AbarenOh formatie waarbij Bakikeonagrus de plaats van Kera inneemt.
  - AbarenoNokodon: formatie waarbij Dimenokodon de plaats van de Tyranno boor inneemt.
  - AbarenoSraidon: formatie waarbij Stegosraidon dienstdoet als surfboard voor AbarenOh.
  - AbarenoRokkiru: formatie waarbij Parasaurolokikiru de plaats van de Tyranno boor inneemt.
  - AbarenoVeilus: formatie waarbij Ankyloveilus de plaats van Kera inneemt.
  - AbarenoVeilusRokkiru: combinatie met zowel Parasaurolokikiru als Ankyloveilus.
  - KillerAbarenOh: combinatie van AbarenOh met TopGaler.
- KillerOh (キラー王 キラーオー, Kirāō, Killer King): de mecha van AbareKiller. Combineert uit TopGaler en Stegosraidon.
  - KillerOhKnucklesNokodon: KillerOh combineert met Bakikeonagrus en Dimenokodon om deze formatie te vormen.
- MaxOhja (マックスオージャ, Makkusu Ōja, Max Monarch): de persoonlijke mecha van AbareRed in zijn AbareMax vorm. Combineert uit de Styracosaurus en de DinoCarry. MaxOhJa is gewapend met de RhamphoGolds bijlen.
- MaxRyūOh (マックスリューオー, Makkusuryūō, Max Dragon King): MaxOhJa kan combineren met Bakikeonagrus, Dimenokodon, Parasaurolokikiru en Ankyloveilus om de MaxRyuuOh te vormen. MaxRyuuOh bezit de SpinoGold helm.
- O-O-AbarenOh (オオアバレンオー, Ō Abaren'ō, King King Riot Union King): de sterkste van alle combinaties. AbarenOh combineert met TopGaler, Stegosraidon, de RhampoGolds bijlen van MaxOhJa en de SpinoGold helm van MaxRyuuOh.
- Bakurenoh (バクレンオー, Bakuren'ō, Blast Union King): de combinatie van Carnoryuutasu en ChasmoSealdon. Wordt in de film bestuurd door Garuvudei, en wordt later in de serie in aflevering 48 gebruikt als lichaam voor Dezumozorlya.

## Trivia
- Evolien is een combinatie van de woorden Evolution (evolutie) en Alien.
- Abaranger is een combinatie van Abare en Ranger. Abare is weer een afkorting van Attack, Bandit Resistance.
- In alle afleveringnamen komt het woord Abare voor.

## Afleveringen
1. Abare Dinosaur Big Charge! (アバレ恐竜大進撃!, Abare Kyōryū Dai Shingeki!)
2. Birth! Abaren'oh (誕生! アバレンオー, Tanjō! Abaren'ō)
3. Children's Hero Abare System (子連れヒーローアバレ系, Kotsure Hīrō Abare Kei)
4. Completed! The Secret Abare Base (完成! 秘密アバレ基地, Kansei! Himitsu Abare Kichi)
5. Abare Cure! Bubububuum! (アバレ治療! ジャジャジャジャーン, Abare Chiryō! Jajajajān)
6. Abare Idol-Aged Daughter (アバレアイドル老け娘, Abare Aidoru Fuke Musume)
7. Abare Baby Blastasaurs (アバレ赤ちゃん爆竜, Abare Akachan Bakuryū)
8. Abare Black, This One-Shot! (アバレブラックこの一発!, Abare Burakku Kono Ippatsu!)
9. Awaken!! Abare Survivor (目覚めよ! アバレサバイバー, Mezame yo! Abare Sabaibā)
10. Abare Leaguer Bind (アバレリーガー金縛り, Abare Rīgā Kanashibari)
11. Abare Psychic. Oink. (アバレサイキック。ブヒっ。, Abare Saikikku. Buhī.)
12. The Abare Saw Cuts Through Kyoto! (アバレノコギリ、京都を斬る!, Abare Nokogiri, Kyōto o Kiru!)
13. The Abare Hand Topknot! (アバレてチョンマゲ!, Abare Te Chonmage!)
14. Discovery! Abaresaurus (発掘! アバレサウルス, Hakkutsu! Abaresaurusu)
15. The Abare World is Just Demons (アバレ世間は鬼ばかり, Abare Seken wa Oni Bakari)
16. Riding! Abare Surfing (乗ってけ! アバレサーフィン, Notteke! Abare Sāfin)
17. The Battlefield's Abare-Strut (戦場のアバレかっぽれ, Senjō no Abare Kappore)
18. Who is It? It's Abare Killer! (誰だ? アバレキラーだ!, Dare da? Abare Kirā da!)
19. Greetings, Abare Amigo (よろしくアバレアミーゴ, Yoroshiku Abare Amīgo)
20. Killeroh, Abare Beginning! (キラーオー、アバレ初め!, Kirāō, Abare Hajime!)
21. Abare Love! Kilokilo (アバレ恋! キロキロ, Abare Koi! Kirokiro)
22. Little Girls' Abare Song (娘たちのアバレ歌, Musumetachi no Abare Uta)
23. Abare EM Wave Dogyuun! (アバレ電波ドギューン!, Abare Denpa Dogyūn!)
24. Abare Schoolgirls! Unbelie~vable (アバレ女子高生! ありえな～い, Abare Joshikōsei! Ariena~i)
25. Better Fortune! Abare Shinto Offering (開運! アバレ絵馬, Kaiun! Abare Euma)
26. Fishing Idiot Abare Diary, Domodomo (釣りバカアバレ日誌、どもども, Tsuri Baka Abare Nisshi, Domodomo)
27. Abared is Abare Blue (アバレッドはアバレブルー, Abareddo wa Abare Burū)
28. The Bride is Abare-chan (花嫁はアバレチャン, Hanayome wa Abare-chan)
29. The Selfish Disciple, Abare Contest (わがまま使徒、アバレ争奪戦, Wagamama Toshi, Abare Sōdatsusen)
30. Ultimate Evil! Abarevolien Formation (最凶! アバレヴォリアン結成, Saikyō! Abarevorian Kessei)
31. That Abare, The Ultimate Float (そのアバレ、究極につき, Sono Abare, Kyūkyoku ni Uki)
32. Abare Blastasaurs Full Throttle (アバレ爆竜フルスロットル, Abare Bakuryū Furu Surottoru)
33. Don't Forget the Abare Warrior (アバレ戦士を忘れない, Abare Senshi o Wasurenai)
34. Let's Play the Game! Assault Abare Star (ゲームをやろう! 突撃アバレ星, Gēmu o Yarō! Totsugeki Abare Hoshi)
35. Abare Nadesico, Seven Changes VS! (アバレナデシコ七変化たい!, Abare Nadeshiko Shichi Henka Tai!)
36. First Love, AbareMiracle (初恋アバレミラクル, Hatsukoi Abare Mirakuru)
37. Pleasant Feeling, Abare Queen (快感アバレクイーン, Kaikan Abare Kuīn)
38. The Blooming Abare Pink (花咲けるアバレピンク, Hanasakeru Abare Pinku)
39. Good Luck! Abare Father (がんばれ! アバレファーザー, Ganbare! Abare Fāzā)
40. Behead the Abare Armor! (アバレ鎧を斬れ!, Abare Yoroi o Kire!)
41. Merry Abaremas! Jamejame (メリーアバレマス! ジャメジャメ, Merī Abaremasu! Jamejame)
42. The Thing Hidden in the Abare Kid (アバレキッドに潜みしもの, Abare Kiddo ni Himishimono)
43. AbareKiller is Immortal!? (アバレキラーは不滅!?, AbareKirā wa Fumetsu!?)
44. Is the Salaryman a Dreaming Abare Trick? (サラリーマンはアバレ仕掛けの夢を見るか?, Sararīman wa Abare Shikake no Yume o Miru ka?)
45. The Opening Abare Rumba (あけましてアバレルンバ, Akemashite Abare Runba)
46. Praying! Abare Visual-Kei (祈って! アバレビジュアル系, Inotte! Abare Bijuaru-Kei)
47. The Five Abarangers (5人のアバレンジャー, Gonin no Abarenjā)
48. The Final Abare Game (ファイナルアバレゲーム, Fainaru Abare Gēmu)
49. Break In! Abare Final Decisive Battle (突入! アバレ最終決戦, Totsunyū! Abare Saishū Kessen)
50. Only the Abare'd Number (アバレた数だけ, Abareta Sū Dake)

### Film
- Bakuryuu Sentai Abaranger DELUXE ~ Abare Summer is Freezing Cold!

### Specials
- Bakuryuu Sentai Abaranger Super Video: The All-Bakuryuu Roaring Laughter Battle
- Bakuryuu Sentai Abaranger: Dino Guts cd
- Bakuryuu Sentai Abaranger vs. Hurricaneger
- Tokusou Sentai Dekaranger vs. Abaranger